# Люкава
Люкава (словац. Ľukava) — річка в Словаччині, права притока Рімави, протікає в окрузі Рімавска Собота.
Довжина — 14.5 км. Витік знаходиться в масиві Церова-Врховина — на висоті 281 метрі. Протікає територією села Гусіна і міста Рімавська Собота.
Впадає в Рімаву на висоті 189 метрів.